# 구루시마 쓰네키

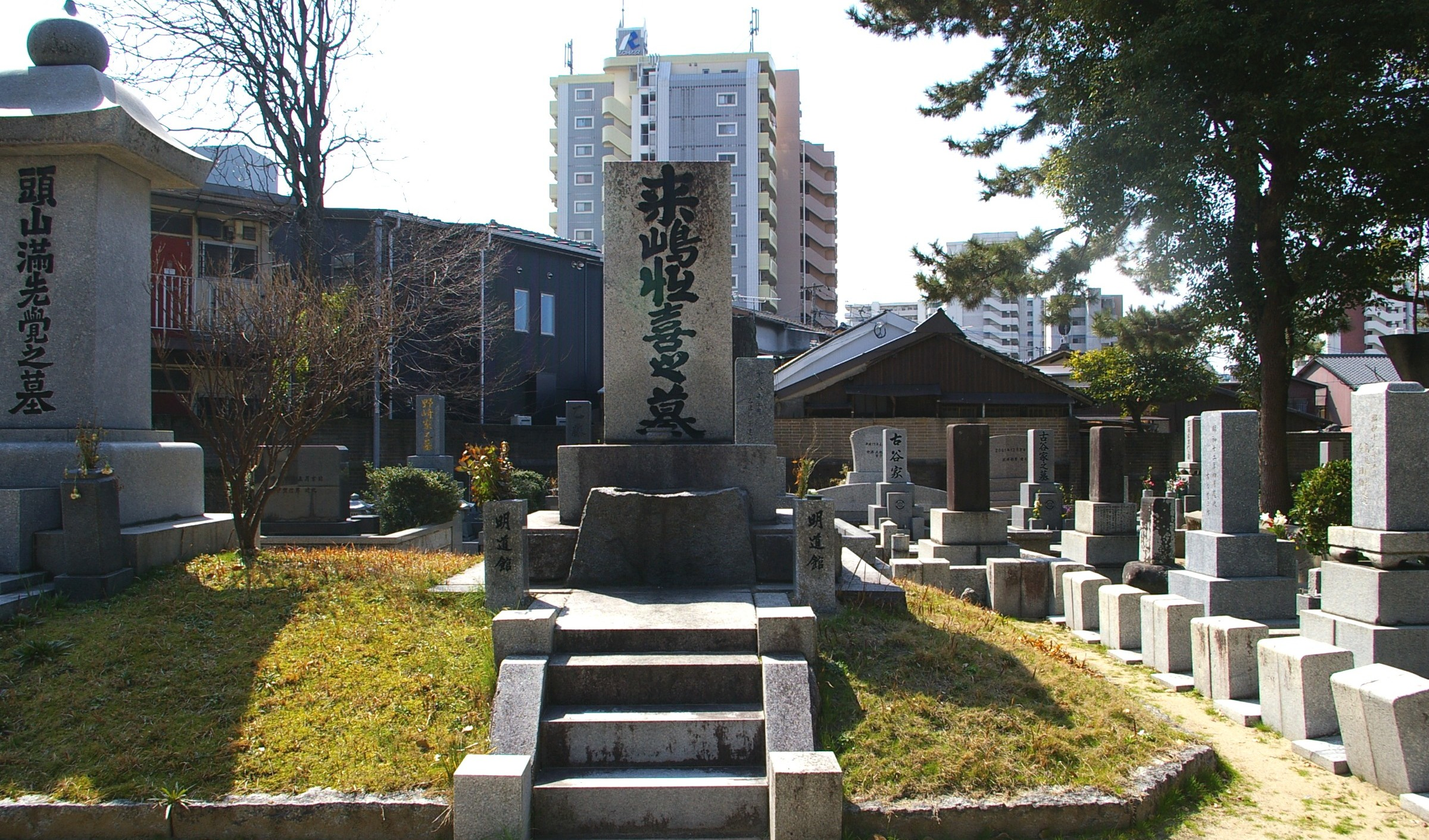
쿠루시마 츠네키의 묘

쿠루시마 츠네키(일본어: 来島 恒喜: 1860년 1월 31일(안세이 6년 12월 30일)-1889년(메이지 22년) 10월 18일)는 일본의 테러리스트다. 치쿠젠공애공중회, 현양사 사원이었다.
후쿠오카번사 쿠루시마 마타에몬(来島 又右衛門)의 2남으로 현재의 후쿠오카현 후쿠오카시에서 태어났다.
타카바 오사무의 흥지숙에서 수학하고 견지사, 십일학사를 거쳐 1879년(메이지 12년) 4월 코요의숙(현 후쿠오카현립 슈유칸고등학교)에 가입했다.
1883년(메이지 16년) 4월 상경하여 나카에 조민에게 불어를 배운 뒤 치쿠젠공애공중회와 현양사에 참가했다. 한때 마토노 한스케 등과 함께 오가사와라제도로 건너가 김옥균과 정세를 논했다.
그 뒤 오쿠마 시게노부의 조약개정안에 반대하여 그를 처단할 마음을 품고 현양사를 퇴사했다. 퇴사 이유는 다른 사원들이 공범관계를 의심받고 연대책임을 지게 될 가능성을 최소화하기 위함이었다. 역시 현양사 사원이었던 츠키나리 코타로도 계획에 가세했지만, 노모와 처자가 딸린 츠키나리를 속이고 단독 결행했다.
1889년(메이지 22년) 10월 18일 외무성에서 퇴근하던 오쿠마가 탄 마차에 폭렬탄을 던졌다. 마차 안으로 들어간 폭렬탄은 오쿠마의 발 아래에서 폭발했고, 쿠루시마는 그 자리에서 단도로 목을 찔러 자살했다. 향년 29세. 오쿠마는 목숨은 건졌지만 다리를 절단하게 되었다. 전부터 협정에 반대하던 각료들은 총리 구로다 기요타카에게 조약개정협상 충단을 촉구했다. 이에 따라 구로다 내각은 총사퇴하고 조약개정은 좌절되었다.